# Assedio di Clissa
L'assedio di Clissa (detto anche impropriamente battaglia di Clissa) (in croato Opsada Klisa, Bitka kod Klisa, in ungherese Klissza bevétele, in turco Klise Kuşatması) fu un assedio mosso alla fortezza di Clissa nel Regno di Croazia, nella Monarchia asburgica. L'assedio della fortezza, che perdurò per più di due anni, si concluse nella battaglia finale del 1537, combattuta come parte delle guerre ottomano-asburgiche tra i difensori croato-asburgici sotto la guida del feudatario Petar Kružić e gli attaccanti ottomani sotto la guida del generale Murat-beg Tardić.
Dopo la decisiva vittoria ottomana nella battaglia del campo di Krbava del 1493, ed in particolare dopo la battaglia di Mohács del 1526, i croati continuarono a difendersi contro gli attacchi degli ottomani. La conquista ottomana nei primi anni del XVI secolo venne promossa ancor più dalla formazione degli Uscocchi, guidati dal capitano croato Petar Kružić, noto con il soprannome di Principe di Clissa. Come parte del sistema difensivo asburgico, gli uscocchi vennero utilizzati di base a Clissa per la difesa del confine.
Dopo la battaglia finale, che risultò in una netta vittoria ottomana, e la morte di Petar Kružić, i difensori di Clissa, che erano a corto di acqua potabile, si arresero agli ottomani in cambio della loro libertà il 12 marzo 1537. I cittadini dell'area abbandonarono la città, mentre gli uscocchi si ritirarono nella città di Senj, dove continuarono a combattere a combattere gli ottomani. Clissa divenne il centro amministrativo di un sangiaccato (Sangiaccato di Clissa) dell'Eyalet di Bosnia, e tale rimase per un secolo.

## Antefatto
Dopo la caduta del Regno di Bosnia nelle mani degli ottomani nel 1463, le parti meridionale e centrale del Regno di Croazia rimasero scoperte, con le difese affidate alla nobiltà croata che aveva piccoli eserciti propri e manteneva le fortificazioni di confine a proprie spese. La decisiva vittoria ottomana nella Battaglia del campo di Krbava del 1493, gettò nel panico l'intera Croazia. Ad ogni modo, la disfatta non dissuase i croati dall'intento di preservare e difendere ancora di più le loro terre dai turchi che pure attaccavano con un esercito molto più grande del loro. Una nuova ondata di conquiste ottomane interesso l'area a partire dal 1521, dopo la quale buona parte della Croazia venne conquistata o razziata.
Il 29 agosto 1526, alla battaglia di Mohács, le forze cristiane guidate da Luigi II d'Ungheria vennero sconfitte dalle forze ottomane guidate dal sultano Solimano il Magnifico. Luigi morì in battaglia, il che portò alla fine del Regno d'Ungheria indipendente, dal momento che egli morì senza eredi. Sia il regno d'Ungheria sia quello di Croazia divennero territori disputati tra gli Asburgo e gli ottomani. L'arciduca Ferdinando I d'Austria, membro della casata degli Asburgo, fratello di Carlo V del Sacro Romano Impero e futuro imperatore, aveva sposato la sorella di Luigi II e venne eletto re dai nobili di Ungheria e Croazia.
La fortezza di Clissa era un'importante posizione difensiva nel corso della conquista ottomana dei Balcani. La fortezza si trovava infatti lungo la strada che conduceva all'interno del paese proprio dalla direzione degli ottomani, consentendo il superamento della barriera che separava la parte costiera dalle pianure interre. Il signore feudale croato Petar Kružić organizzò una guarnigione composta da rifugiati croati e la pose di base a Clissa sia per mantenere a bada gli ottomani, sia per contrastare al meglio l'attività piratesca ottomana lungo le coste. Piur nominalmente accettando la sovranità dell'imperatore asburgico Ferdinando, che ottenne la corona croata nel 1527, Kružić e i suoi uscocchi erano de facto liberi.

## Assedio

### I tentativi falliti
Dal 1513, Petar Kružić divenne uno degli ufficiali comandanti della fortezza di Clissa. Gli ottomani tentarono di conquistare la fortezza di Clissa in diverse occasioni. Il primo tentativo di maggior peso venne fatto da Skender-beg Ornosović nel 1515. Gli ottomani catturarono Clissa, il villaggio appena sotto la fortezza che aveva il medesimo nome, ma la guarnigione poco sopra riuscì a resistere. Kružić venne promosso capitano della fortezza di Clissa dal bano Petar Berislavić nel 1520. Il secondo tentativo fu nel 1520, ad opera di Makut-paša, con altri 2000 fanti e 50 cavalieri. Un nuovo tentativo venne fatto nel 1522, da Hasan-paša da Mostar e da Mehmed-beg Mihalbegović. Sul finire dell'anno, Mihalbegović fece un nuovo tentativo di assediare la fortezza con 3000 uomini, ma fallì ancora una volta. Nel 1523, la fortezza di Clissa venne nuovamente posta sotto attacco dall'esercito del sultano. Nuovi tentativi vennero condotti da Gazi Husrev-beg nel 1526 e nel 1528, e nuovamente nel 1531 e nel 1532.
Nel 1534, gli ottomani sotto la guida di Mihalbegović posero per un mese l'assedio alla fortezza con costanti cannonate. Ferdinando chiese aiuto al papa perché inviasse delle navi con a bordo delle truppe per risolvere l'assedio. Poco dopo gli ottomani lasciarono comunque l'operazione, ma Ferdinando si disse comunque indignato del fatto che il pontefice non avesse voluto contribuire alla difesa della fortezza. Nel 1535, gli ottomani tentarono di assediare la fortezza con l'inganno, e nuovamente nel 1536, ma fallirono in entrambe le occasioni. Nel corso di quell'anno gli ottomani iniziarono un nuovo assedio che perdurò sino alla caduta finale della fortezza.
Quando delle forze significative minacciarono la fortezza, Kružić si appellò a Ferdinando direttamente per ottenere il tanto desiderato aiuto, ma l'attenzione dell'Imperatore era ora diretta alla Slavonia dove pure stavano attaccando gli ottomani. Kružić guidò le difese di Clissa, e con i suoi soldati combatté praticamente solo contro gli ottomani che ripetutamente scagliarono le loro armate contro la fortezza. Non giunsero truppe nemmeno dal re ungherese dal momento che queste vennero massacrate dagli ottomani nella Battaglia di Mohács nel 1526, come pure i veneziani non inviarono alcun aiuto per la difesa. Solo il papa questa volta mostrò la volontà di inviare uomini e denaro per sostenere la causa croata e la difesa del cristianesimo occidentale.

### La battaglia finale

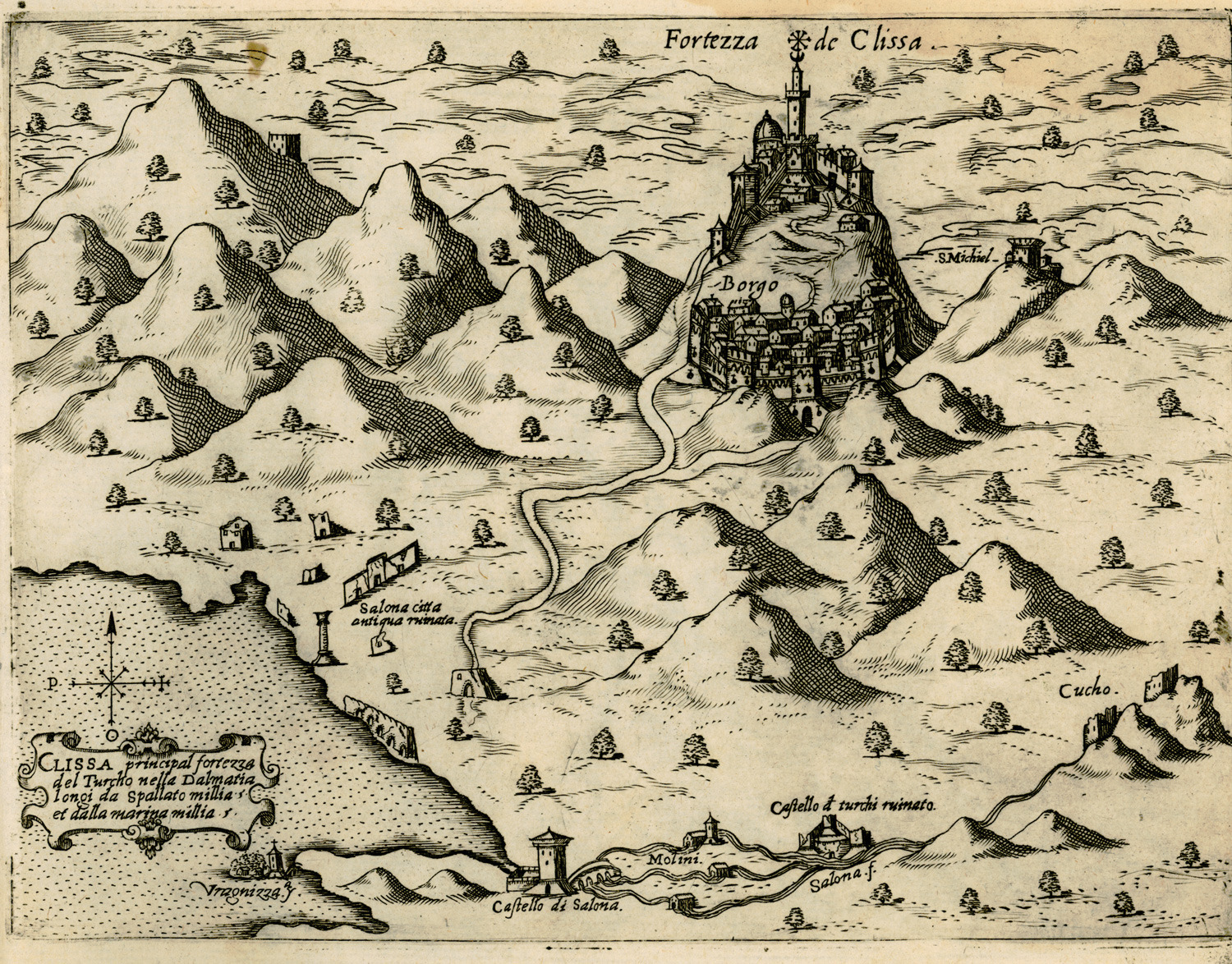
La fortezza di Clissa (XVI secolo)

Papa Paolo III reclamò dei diritti su Clissa e nel settembre del 1536, vi furono delle discussioni nella curia romana sulla necessità di difendere la fortezza. Il papa notificò a Ferdinando la sua volontà di coprire i costi per il mantenimento di una vera e propria guarnigione presso Clissa. Ferdinando non inviato aiuti a Clissa ed era apparentemente in attesa di aiuti esterni, quando gli ottomani le posero nuovamente assedio. Ferdinando reclutò uomini a Trieste ed un po' ovunque nelle terre degli Asburgo, ed il papa da parte sua inviò dei soldati da Ancona. I rinforzi raggiunsero così le 3000 unità che costituirono una notevole forza bellica e vennero tutti posti sotto il comando di Petar Kružić, Niccolò dalla Torre, e del commissario pontificio Jacopo Dal Moro d'Arbe. Il 9 marzo 1537 gli uomini vennero sbarcati non lontano da Clissa, in un luogo detto di San Girolamo, con 14 pezzi d'artiglieria. Dopo la morte di Ibrahim, Solimano inviò 8000 uomini al comando di Murat-beg Tardić (Amurat Vaivoda), un croato nato a Sebenico, affinché ponessero assedio alla fortezza di Clissa, e combattessero contro gli uomini di Kružić. Uno scontro iniziale tra le due parti si rivelò inconcludente, ma il 12 marzo i cristiani vennero sopraffatti dal gran numero di soldati ottomani.
Il tentativo di riprendere la cittadella si tramutò in una farsa. I rinforzi inviati dagli Asburgo erano fuggiti terrorizzati dagli ottomani, ed il loro tentativo di fuggire frettolosamente tramite la Baia di Salona fece sì che molte imbarcazioni si arenassero. Niccolò dalla Torre ed il commissario pontificio riuscirono a fuggire. Kružić stesso (che aveva lasciato la fortezza per prendere contatto coi rinforzi appena giunti) venne catturato e poi giustiziato; la vista della sua testa su una picca demoralizzò definitivamente gli ultimi difensori di Clissa, che preferirono arrendere la fortezza dietro la promessa di avere salva la vita e garantirsi un passaggio a nord in sicurezza. Dopo la morte di Kružic, e con la mancanza di acqua potabile, i difensori di Clissasi arresero alla fine agli ottomani il 12 marzo 1537. Molti cittadini locali lasciarono la città, mentre gli uscocchi si ritirarono nella città di Senj, dove continuarono a combattere l'esercito ottomano.

## Conseguenze

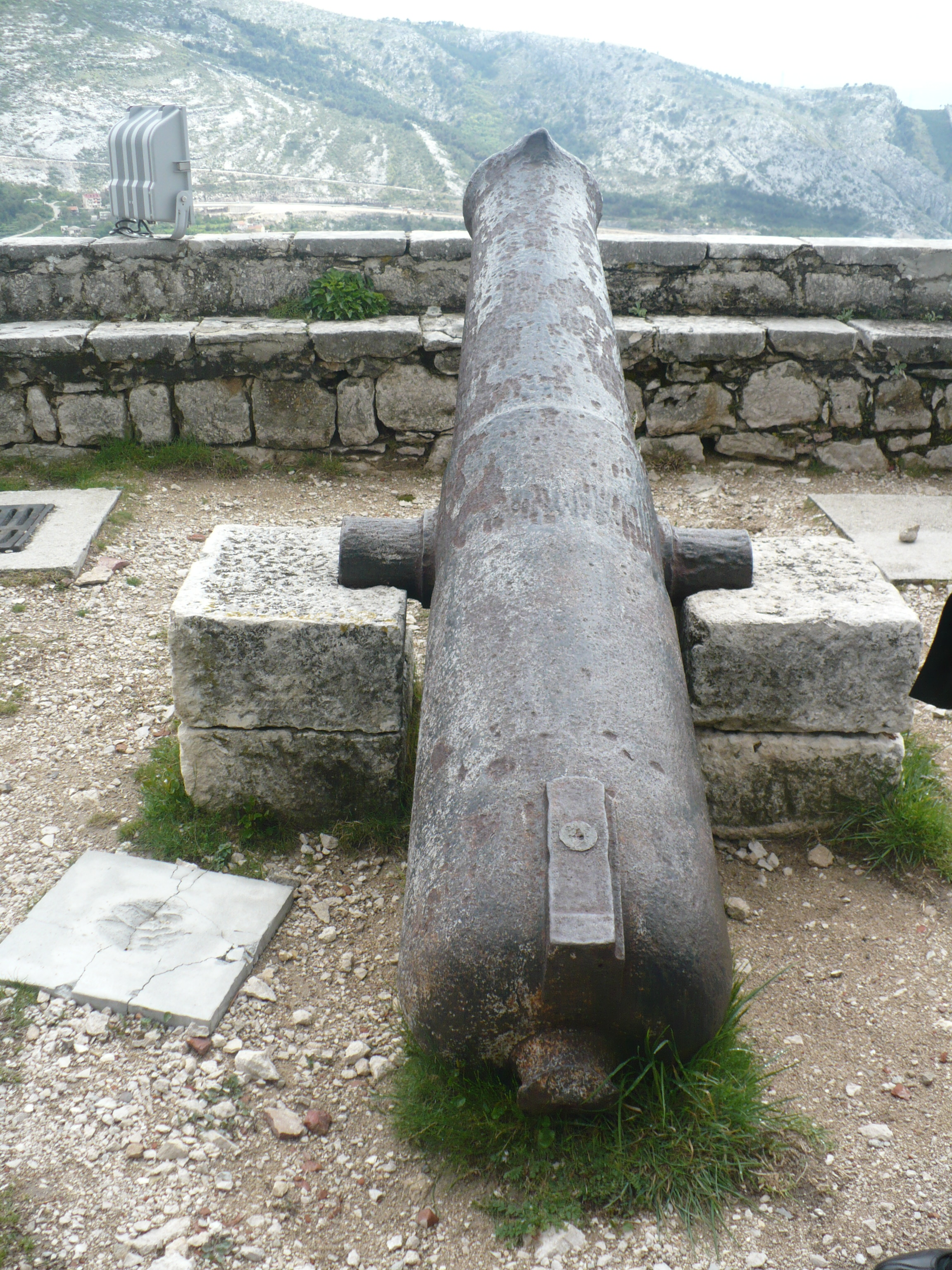
Un cannone nella fortezza di Clissa

Nel corso delle guerre ottomane in Europa, la fortezza di Clissa divenne un centro amministrativo di un sangiaccato (Kilis Sancagi) dell'Eyalet di Bosnia, e tale rimase per un secolo. Primo Sanjak-Beg di Clissa venne nominato Murat-beg Tardić che costruì una moschea all'interno della fortezza di Clissa. In quello stesso anno, le forze ottomane presero Vrana, mentre Nadin e Perušić caddero nel 1538.
Mesi dopo la caduta di Clissa, iniziò la guerra ottomano-veneziana del 1537-1540, ed in quella guerra, come pure nella guerra ottomano-veneziana del 1570-1573, gli ottomani riuscirono a conquistare gran parte dell'entroterra dalmata presso Sebenico e Zara. Il 7 aprile 1596, i nobili Ivan Alberti e Nicola Cindro di Spalato, assieme agli uscocchi, ai poglizzani e a castellani irregolari, organizzarono la liberazione di Clissa. Assistiti da dissidenti ottomani, vi riuscirono. Mustafa-beg rispose inviando circa 10000 uomini sotto la fortezza. Il generale Ivan Lenković, guidando 1000 Uscocchi, venne in aiuto ai 1500 difensori di Clissa. Nel corso della battaglia, Ivan Lenković ed i suoi uomini si ritirarono dopo che egli rimase ferito nello scontro, e la fortezza venne nuovamente persa a favore degli ottomani il 31 maggio. Ad ogni modo, questa temporanea ripresa della fortezza risuonò in Europa e tra la popolazione locale con un'eco mai visto in precedenza.
I veneziani combatterono per decenni prima di riuscire a riconquistare Clissa. Nel corso della guerra cretese del 1645-1669, i veneziani in Dalmazia supportarono la popolazione locale, in particolare dei Morlacchi. Il comandante veneziano Leonardo Foscolo assediò diversi forti, riprendendo Novegradi, catturando temporaneamente la fortezza di Tenin e riuscendo a costringere la guarnigione di Clissa alla resa.